# 光云大学

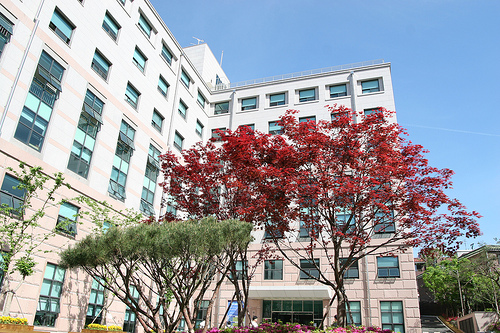
光云大学校園

光云大学（：／ Kwangwoon Daehakgyo），简称光云大或光大，创立于1934年，校园位于韩国首尔特别市芦原区月溪洞光云路。
光云大学是一所理工科为主、男女同校的综合型私立大学。学校在全国排名20上下，理工科电子类专业名列前茅，力求世界级理工大学。基金会是学校法人光云学院。存在本科和研究生(硕士，博士)课程。光云大学的前身朝鲜无线讲习所是韩国(朝鲜)最早教授电子学的机构。这所大学位于首尔地铁1号线光云大学站附近。

## 学校历史

### 初期
- 学校取名于该校创始人曹光云（朝鲜语：조광운）先生的名字。曹光云1899年4月20日出生于朝鲜日治时期，早年在中国上海积极的投身于韩国独立运动之中，但是独立运动的领袖认为曹光云的才华在于学术上因此决定让这个男孩的天赋得以发挥，他寄望让曹能在韩国未来的教育事业中发挥他的天赋。并让韩国的教育从当时强制的「日本文化灌输」模式中脱离出来。之后曹光云顺利进入了日本当时唯一的一所私立大学－早稻田大学进修。顺利毕业之后曹积累了大量财富同时也和各国富商建立了良好的往来。

- 1938年后期，韩国逐渐成为了东北亚电子零配件的生产基地，曹光云听取了他最好的朋友松下幸之助的建议，决定将这笔钱投入到韩国的教育事业里。随后，他投入了他全部的财产建立了朝鲜无线讲习所。

- 1963年，扩建改名为光云理工学院（Kwangwoon Institute of Technology）。

### 近代
- 1988年正式扩建改名為光云大学，曹光雲的次子Mu-sung Cho则作为光云大学的第一任校长.

- 目前光云大学拥有7个学院以及韩国文化和语言进修中心，分别是电子信息工程学院、工程学院、自然科学学院、社会科学学院、法学院、商学院以及东北亚学院。

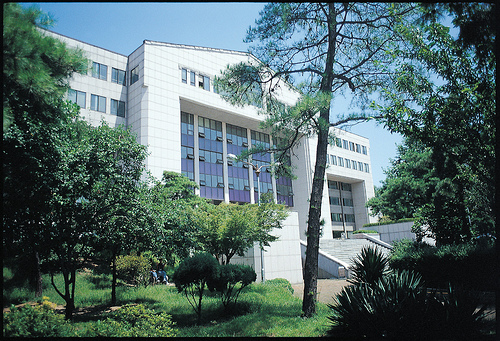
光云大学校園

## 学术界
光云大学强调实用的和融合的研究。
这所大学重视理工学，文科也是重视实用融合学。
由于理工学为中心的大学，专注于学术技能。
学校行政人员，教授和学生不关心目光，评价和宣传，而只是关心学术性研究和自己的学习。

## 主要学院
光云大学的电子工学系及电子信息工学院是韩国最早设立的电子工学系。 
准确地说，于韩国(当时朝鲜)引进电子工程学的人是当时早稻田大学毕业的曺光云博士，
而在韩国最早教授电子工程学的学院是1934年成立的光云大学的前身—朝鲜无线讲习所。
- 电子信息工业学院
  - 电子工程系(: 光云大学的前身朝鲜无线讲习所是韩国(朝鲜)最早教授电子学的机构。)
  - 电子通信工程系
  - 电子融合工程系
  - 电气工程系
  - 电子材料工程系
  - 机器人(Robot)系(信息控制专业,智能系统专业)

- 软体融合学院
  - 软件系(系统软件专业,应用软件专业)
  - 计算机信息工程系(计算机工程专业,信息学专业)
  - 信息融合系(信息技术专业,数据学专业)

- 工程学院
  - 建筑学系（5年制)
  - 建筑工程系(4年制)
  - 化学工程系
  - 环境工程系

- 自然科学学院
  - 数学系
  - 电子生物物理学系
  - 化学系
  - 生活体育系
  - 信息内容系(夜)

- 人文社会科学学院
  - 国语国文系
  - 英语英文系
  - 媒体影像系
  - 产业心理系
  - 东北亚文化产业系

- 政策法学学院
  - 行政学系
  - 法学系
  - 国际学系
  - 资产管理学系(夜)

- 经营学院
  - 经营学系
  - 国际通商系

- Ingenium通识教育学院

- 东北亚学院

东北亚学院在2008年成立。 
然而,由于教育部门的命令, 即2016年以来禁止接受新学生。
因此, 三个部门各自迁到商务学院、人文和社会科学学院和政策法律学院。

## 知名度
光云大学并不关心宣传，但自2013年以来，这所学校的知名度开始提高。
这是因为在2013年以后(旧)城北站将变为(现)光云大站，而且更改(旧)向城北站列车将变为(现)向光云大站列车。
改名的理由就是（旧）城北站不在于城北区，而是在于芦原区，因此有可能行让人混动，周边的地铁站都用周边的地名，周边的地标只有光云大学，最后当地居民的百分之八十都投票了两次同意把城北站变成光云大站。 
因此,大部分车站都设有光云大站(Kwangwoon Univ.Station)的标志, 也出现了很多有关光云大站(Kwangwoon Univ.Station)的广播通知。首尔首都圈1号线有光明、加山数码园区、九老、新道林、鹭梁津、首尔站、龙山、钟路、市厅、东大门、清凉里、回基、仓洞、议政府(该车站位于比光云大学站9~10个站后)等。像这样,由于主要的换乘线和数多的换乘站坐落,利用率高。
另外, 在1号线有成均馆大学、庆熙大学、韩国外国语大学、首尔市立大学。从光云大站到光云大学步行要5分钟左右。

## 大学排名
- 根据中央日报2011年刊登的「国内大学综合排名」，光云大学排名全国28位，其中计算机、电子、法律等专业获评「上」级。韩国重点大学工程BK21成员校。另外，该校在教授人均论文数量评选里连续3年获得韩国前10的成绩。
- 其他排名：
  - 2011中央日报全国大学生本专业就业排名里荣获第15位；
  - 2011年教授人均外部获取研究经费第5位；
  - 2011年全国大学英文课程比例第10位；
  - 2011年全国大学教授个人科研收入第5位；
  - 2011年全国大学教授SCI论文发表数量全国第15位。

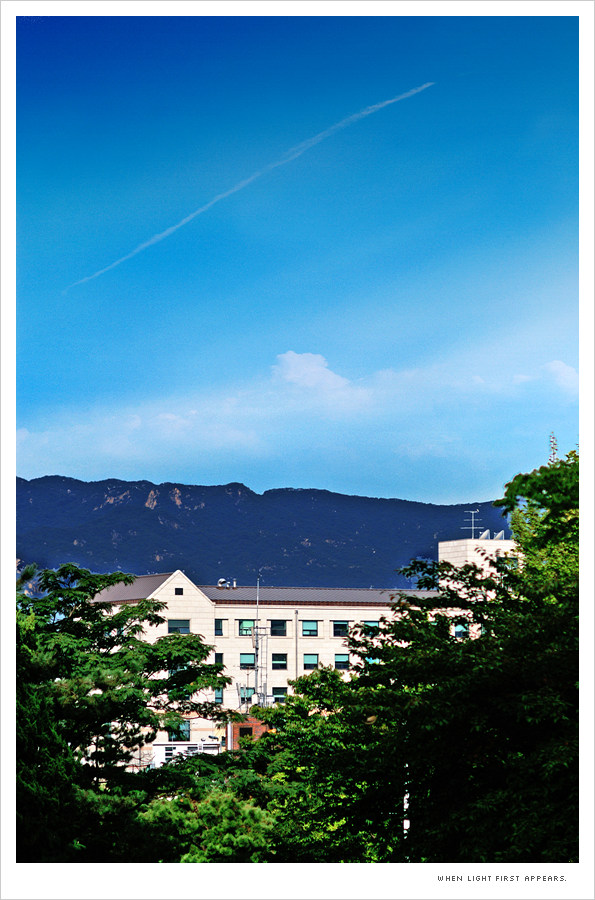
光云大學校園

## 20世纪末的衰退和近年的复兴
- 1995年以前，光云曾是公认的韓国前10的优秀大学，并在工程领域（特别是电子学科）排名韩国前3[來源請求]，但是因为在90年代初期大学入学考试的不公平性，导致公众财团解散，而学校也进入了"官方指定理事体制"[來源請求]，之后学校经历了将近10多年的衰退期。2009年开始，学校重新由金基永博士担任校长，并进入了全新的复兴时期，金基永亲自通过同教授们见面或邮件对学校的情况进行说明。他发送的邮件里写有“为了使学校从数十年的停滞期中摆脱出来，快速恢复在韩国上游圈的姿态，迫切需要教授们的帮助”的口号。
- 而光云大学去年自教育科学技术部得到了7年间共100亿韩元的研究费支援。因此教授人均外部研究费比2009年上升了41个台阶，位居全国第5位。金校长高兴地表示：“这是教授及学生都抱有如果此次不飞跃就没有未来的心情而行动的结果”。

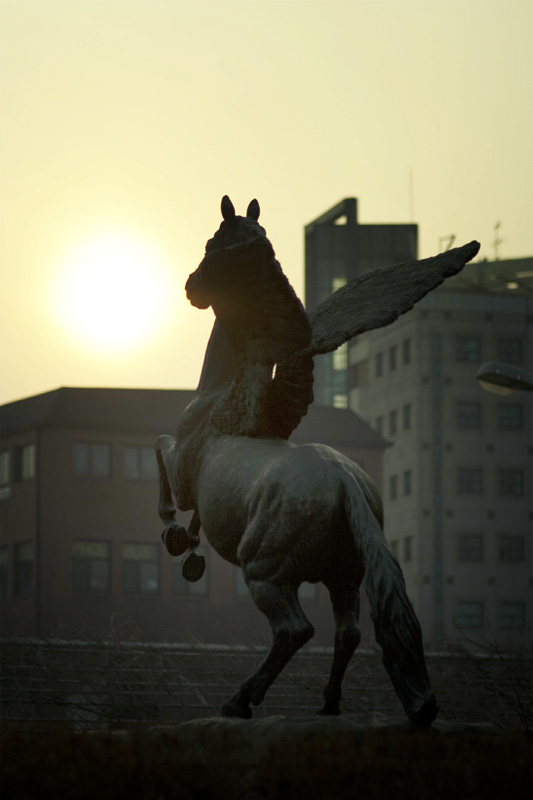
光云大學校園

## KW vision
- 因为近年的良性改革，学校引进了大量的优秀教授，并且增加了英文授课的数量和质量，在国际化和专业化上都取得了长足的进步，学校已经近乎完成了在2012年将該校重新建设成韩国前20的著名大学的任务，而学校的短期目标是在2015年将大学建设成韩国前10，亚洲前50的著名大学，而在2020年的中长远目标则是在综合实力特别是理工专业方面进入全球100强的著名大学。

### 关于「IT东北亚最强」的标语
- 学校曾于2007-2010间在官网上标识为「东北亚IT最强大学」，其后引起部分社会争论。因光云大学虽然在IT领域颇有建树，但是基于韩国本国的浦項工科大學，韩国科学技术院以及汉阳大学均是理工科闻名韩国的大学，且普遍社会认知度较高，加上「东北亚」这个区域还包含中国日本等诸多在IT领域建树非凡的大学。随后学校解释到这个标語是隐喻自己的目标而非现今的成就，並将其撤下。

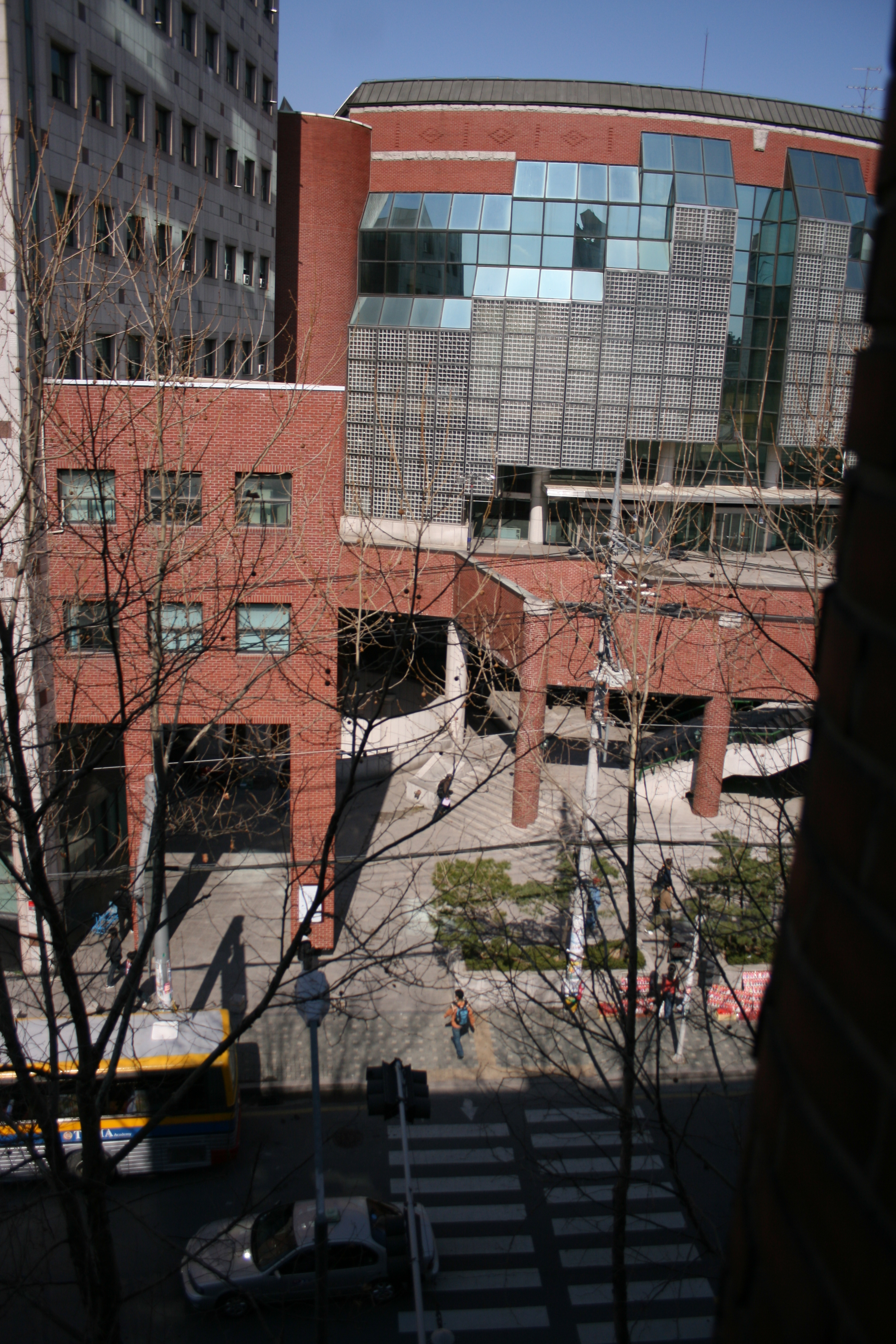
光雲大學校園

## 著名校友
- 三星电子副总裁，移动通信商务总裁：Jong-kyun Shin
- LG集團行政總裁：Jae-ryung Lee
- 甲骨文公司韓國區行政總裁：Won-sik Yoo
- 韓國放送公社电台执行副总裁：Young-hae Kim
- 大韩航空空中商务部执行副总裁：Hang-jin Cho
- 京仁日報（朝鲜语：경인일보）行政總裁：Kwang-suk Song
- 首爾中央地方法院法官：Mi-kyung Kim
- 蔚山現代足球俱樂部足球運動員：Ki-hyeon Seol
- 美國女子職業高爾夫協會高爾夫運動員：朴仁妃